# Шеньчжоу-13
Шеньчжоу-13 — восьмий пілотований космічний корабель КНР серії Шеньчжоу з трьома космонавтами на борту. Запуск відбувся 15 жовтня 2021 року UTC. Повернення на Землю — 16 квітня 2022 року.

## Мета місії
Це другий пілотований політ до китайської космічної станції. Метою місії є продовження будівництва станції, а також прийом та розвантаження корабля «Тяньчжоу-3». Планується, що екіпаж буде перебувати на орбіті протягом шести місяців.

## Екіпаж
Екіпаж складається з трьох осіб, серед яких двоє — чоловіків та одна жінка.
| Космонавт   | Посада             | № польоту | установа |
| ----------- | ------------------ | --------- | -------- |
| Чжай Чжиґан | Командир           | 2         | CNSA     |
| Ван Япін    | Пілот-оператор     | 2         | CNSA     |
| Е Гуанфу    | Лаборант-дослідник | 1         | CNSA     |

## Запуск та політ
Запуск відбувся 15 жовтня 2021 року о 16:23:56 (UTC). Того ж дня, о 22:56 (UTC), відбулось успішне стикування корабля з базовим модулем «Тяньхе» китайської космічної станції.
15 квітня 2022 року, о 16:44 (UTC), космічний корабель з космонавтами на борту відстикувався від станції та 16 квітня 2022, о 01:56:49 (UTC), успішно повернувся на Землю.